# Лысак, Игорь Николаевич
 И́горь Никола́евич Лысак (укр. Ігор Миколайович Лисак; 19 сентября 1975) — украинский футбольный полузащитник.
Воспитанник черниговского футбола, позже занимался в системе киевского «Динамо», а в 1992 году попал в «Шальке 04». В 1996 году выступал за запорожский «Виктор», а затем за «Лодзь» в Польше. В 1998 году играл за «КАМАЗ-Чаллы». В 2001 году находился в составе иванофранковского «Прикарпатья» и бурштынского «Энергетика». В 2003 году являлся игроком «Урала», а в 2004 году овидиопольского «Днестра», после чего закончил профессиональную карьеру футболиста.

## Биография
Воспитанник черниговского футбола. Занимался в СДЮШОР киевского «Динамо». В 1992 году попал в юношескую команду гельзенкирхенского «Шальке 04». Вместе с ним в команде был и другой игрок с Украины, Сергей Дихтяр. Тренером в команде был Клаус Фишер. В сезоне 1992/93 вместе с командой они дошли до финала юношеского турнира организованного Немецким футбольным союзом, в котором уступили «Нюрнбергу» (1:2). В сезоне 1993/94 провёл 1 игру за «Шальке II» в рамках Оберлиги «Вестфалия», пятом по силе дивизионе Германии. 13 августа 1994 года сыграл за «Шальке II» в Кубке Германии в первом раунде (1/64 финала) против «Вольфсбурга» (0:2).
В апреле 1996 года провёл 2 матча за запорожский «Виктор», который выступал во Второй лиге Украины. 26 апреля 1996 года дебютировал за команду в домашнем матче против сакского «Динамо» (4:0), Лысак вышел в перерыве вместо Александра Моргунова, а на 77 минуте получил жёлтую карточку. Вторую игру провёл через три дня, 29 апреля против севастопольской «Чайки» (3:0), Лысак в этой игре провёл 39 минут.
После Лысак перешёл в польский клуб «ЛКС» из Лодзи. В чемпионате Польши дебютировал 14 сентября 1996 года в домашнем матче против ольштынского «Стомила» (4:2), провёл все 90 минут на поле и получил жёлтую карточку. Всего за «ЛКС» он провёл 5 матчей в чемпионате Польши.
В январе 1997 года он побывал на просмотре в московском «Торпедо-Лужники», но команде не подошёл. Зимой 1998 года побывал на просмотре в «Нефтехимике» из Нижнекамска, но в итоге перешёл в «КАМАЗ-Чаллы» на правах свободного агента. Главному тренеру команды Валерию Четверику порекомендовал Лысака Валерий Лобановский. Однако некоторое время он не мог играть за клуб из-за травмы. В команде провёл полгода и сыграл 7 матчей в Первом дивизионе России. В итоге из-за финансовых трудностей он покинул клуб, Лысак перешёл в один из польских команд, руководство «КАМАЗа» даже не узнало название нового клуба Игоря.
В августе 2001 года перешёл в иванофранковское «Прикарпатье». 20 августа 2001 года дебютировал в Первой лиге Украины в выездном матче против «Борисфена» (2:3), Лысак вышел в конце игры на 84 минуте вместо Степана Матвиива. Всего за команду в Первой лиге провёл 4 матча, в Кубке Украины провёл 2 матча, в основном Лысак выходил на замену. В октябре 2001 года играл за бурштынский «Энергетик», провёл 2 игры, в которых получил 1 жёлтую карточку.
В начале 2003 года побывал на сборах «Урала» и позже подписал контракт с клубом. В составе клуба провёл всего 1 матч в Первом дивизионе, против грозненского «Терека» (2:0), Лысак отыграл первый тайм. После выступал за немецкий клуб «Ватнсайн». В начале сезона 2004/05 был заявлен за второлиговый овидиопольский «Днестр», однако за команду так и не сыграл. У Лысака возникли проблемы с трансфером, в связи с этим он уехал в Россию. Зимой 2006 года побывал на просмотре в азербайджанском «Карабахе» из Агдама.
В конце сентября и начале октября 2008 года принял участие в международном любительском турнире в Турции. В конце сентября 2009 года принял участие в турнире в честь юбилея фигуристки Ирины Родниной, который прошёл в Турции, Игорь выступал за команду Aurora из Киева. В октябре 2009 года принял участие в прощальном матче Юрия Максимова в Херсоне, который проходил на стадионе «Кристалл» в составе команды «Друзей Максимова». В октябре 2010 года сыграл в международном футбольном фестивале в честь 70-летия заслуженного мастера спорта Анзора Кавазашвили в Турции за команду Aurora. В 2011 году играл за любительскую команду «Олимп» в чемпионате Киева. В октябре 2011 году Лысак вновь принял участие в любительском турнире в Турции. В 2012 году выступал в Бизнес лиге в городе Киеве за команду «Холодного Яра».